# Ampelisca hemicryptops
Ampelisca hemicryptops är en kräftdjursart. Ampelisca hemicryptops ingår i släktet Ampelisca och familjen Ampeliscidae. Inga underarter finns listade i Catalogue of Life.